# Marlena Granaszewska
Marlena Granaszewska z d. Gola (ur. 8 czerwca 1998 w Białymstoku) – polska lekkoatletka, specjalizująca się w sprincie. Olimpijka z Tokio 2020 (była rezerwową do sztafety 4 × 100 metrów).

## Kariera
Brązowa medalistka Młodzieżowych mistrzostwa Europy z 2019 w sztafecie 4 × 100m.
Trzykrotna mistrzyni Polski w biegu na 200m w roku 2019, 2020, 2021. Halowa Mistrzyni Polski w biegu na 200m z czasem 23,64 w Halowych Mistrzostwach Polski Seniorów w Lekkoatletyce 2020 rozgrywanych w Toruniu. W 2016 została wicemistrzynią Polski w sztafecie 4 × 400 m z czasem 3:39,20 s. Medalistka mistrzostw Polski w juniorskich kategoriach wiekowych.  
Reprezentantka klubu Podlasie Białystok trenowana przez Wojciecha Niedźwieckiego.

## Osiągnięcia
| Rok  | Impreza                                      | Miejsce  | Konkurencja        | Pozycja    | Wynik           |
| ---- | -------------------------------------------- | -------- | ------------------ | ---------- | --------------- |
| 2017 | Mistrzostwa Europy juniorów młodszych        | Grosseto | sztafeta 4 x 100 m | eliminacje | 45,27           |
| 2019 | Młodzieżowe Mistrzostwa Europy               | Gävle    | sztafeta 4 x 100 m | 3. miejsce | 44,08           |
| 2019 | Młodzieżowe Mistrzostwa Europy               | Gävle    | bieg na 200 m      | półfinał   | 24,11           |
| 2021 | World Athletics Relays                       | Chorzów  | sztafeta 4 x 200 m | 1. miejsce | 1:34,98         |
| 2021 | Drużynowe Mistrzostwa Europy w Lekkoatletyce | Chorzów  | drużynowe          | 1. miejsce |                 |
| 2023 | Letnia Uniwersjada 2021                      | Chengdu  | bieg na 200 m      | 2. miejsce | 23,20           |
| 2023 | Letnia Uniwersjada 2021                      | Chengdu  | sztafeta 4 × 100 m | 2. miejsce | 44,20           |
| 2023 | Letnia Uniwersjada 2021                      | Chengdu  | sztafeta 4 × 400 m | 1. miejsce | 3:34,52 (elim.) |
| 2024 | Mistrzostwa Europy                           | Rzym     | bieg na 200 m      | eliminacje | 23,53           |

## Życie prywatne
Jest studentką Wydziału Inżynierii Zarządzania Politechniki Białostockiej oraz Wyższej Szkoły Wychowania Fizycznego i Turystyki w Białymstoku.

## Rekordy życiowe
| Konkurencja               | Rezultat | Data                         | Miejsce              |
| ------------------------- | -------- | ---------------------------- | -------------------- |
| bieg na 100 metrów        | 11,48    | 22 maja 2021 24 czerwca 2021 | Bielsko-Biała Poznań |
| bieg na 200 metrów        | 23,24    | 29 lipca 2023                | Gorzów Wielkopolski  |
| bieg na 300 metrów        | 38,15    | 21 czerwca 2020              | Kraków               |
| bieg na 400 metrów        | 53,83    | 4 czerwca 2023               | Chorzów              |
| bieg na 60 metrów (hala)  | 7,48     | 29 lutego 2020               | Toruń                |
| bieg na 200 metrów (hala) | 23,58    | 19 lutego 2023               | Toruń                |

## Medale na Mistrzostwach Polski
| Rok                                            | Impreza                   | Miejsce            | Bieg               | Miejsce            | Czas               |
| Mistrzostwa Polski                             | Mistrzostwa Polski        | Mistrzostwa Polski | Mistrzostwa Polski | Mistrzostwa Polski | Mistrzostwa Polski |
| ---------------------------------------------- | ------------------------- | ------------------ | ------------------ | ------------------ | ------------------ |
| 2021                                           | MPS 2021                  | Poznań             | bieg na 200 m      | 1. miejsce         | 23,39              |
| 2020                                           | MPS 2020                  | Włocławek          | bieg na 200 m      | 1. miejsce         | 23,64              |
| 2019                                           | MPS 2019                  | Radom              | bieg na 200 m      | 1. miejsce         | 23,50              |
| 2018                                           | MPS sztafet 2018          | Suwałki            | sztafeta 4 x 400 m | 2. miejsce         | 3:38,00            |
| 2016                                           | MPS 2016                  | Bydgoszcz          | sztafeta 4 x 400 m | 2. miejsce         | 3:39,20            |
| Halowe Mistrzostwa Polski                      |                           |                    |                    |                    |                    |
| 2020                                           | HMPS 2020                 | Toruń              | bieg na 200 m      | 1. miejsce         | 23,64              |
| Halowe MP - kategorie młodzieżowe i juniorskie |                           |                    |                    |                    |                    |
| 2020                                           | HMPS 2020 U-23            | Toruń              | bieg na 200 m      | 1. miejsce         | 23,64              |
| 2019                                           | HMPS 2019 U-23            | Toruń              | bieg na 60 m       | 3. miejsce         | 7,51               |
| 2019                                           | HMPS 2019 U-23            | Toruń              | bieg na 200 m      | 2. miejsce         | 24,54              |
| Kategorie młodzieżowe i juniorskie             |                           |                    |                    |                    |                    |
| 2020                                           | Młodzieżowe MP U23        | Biała Podlaska     | bieg na 200 m      | 1. miejsce         | 23,70              |
| 2020                                           | Młodzieżowe MP U23        | Biała Podlaska     | bieg na 100 m      | 3. miejsce         | 11,62              |
| 2019                                           | Młodzieżowe MP U23        | Lublin             | bieg na 200 m      | 2. miejsce         | 23,66              |
| 2019                                           | Młodzieżowe MP U23        | Lublin             | bieg na 100 m      | 2. miejsce         | 11,52              |
| 2018                                           | Młodzieżowe MP U23        | Sieradz            | bieg na 200 m      | 2. miejsce         | 24,43              |
| 2018                                           | Młodzieżowe MP U23        | Sieradz            | bieg na 100 m      | 3. miejsce         | 11,92              |
| 2017                                           | MP Juniorów U20           | Toruń              | sztafeta 4 x 100 m | 2. miejsce         | 47,63              |
| 2017                                           | MP Juniorów U20           | Toruń              | bieg na 200 m      | 3. miejsce         | 24,17              |
| 2016                                           | MP Juniorów U20           | Suwałki            | bieg na 200 m      | 3. miejsce         | 24,74              |
| 2015                                           | MP Juniorów Młodszych U18 | Łódź               | bieg na 200 m      | 3. miejsce         | 24,94              |